# Anicetus italicus
Anicetus italicus är en stekelart som först beskrevs av Masi 1917.  Anicetus italicus ingår i släktet Anicetus och familjen sköldlussteklar. Inga underarter finns listade i Catalogue of Life.